# Хор Турецкого
«Хор Турецкого» — российский музыкальный коллектив, основателем и лидером которого является народный артист России Михаил Турецкий. Концепция коллектива — многоголосье, живой звук и интерактив со зрителями. Диапазон солистов арт-группы достигает 4,5 октав — от самого низкого — баса-профундо до самого высокого — мужского сопрано. Коллектив имеет очень широкий репертуар — мировая классика, рок, опера, джаз, народная и популярная музыка. Артисты исполняют композиции более чем на десяти языках мира, в том числе а капелла.

## История и основные этапы творчества коллектива
В 1989 году Михаил Турецкий создал и возглавил мужской хор при Московской хоральной синагоге, позже, в 1990 году коллектив дебютировал в филармонических залах Таллина и Калининграда. При поддержке благотворительной организации «Джойнт» состоялись первые концерты Хора в Москве, Ленинграде, Киеве, Кишинёве и других городах. «Мужской камерный еврейский хор» под руководством Турецкого в то время выступил в качестве локомотива возрождения интереса к иудейской музыке, благодаря чему она вновь стала доступна для широкого круга слушателей и зрителей.
Репертуар в начале карьеры отличался от современного, в процессе развития и становления он был значительно расширен. На протяжении уже почти 30 лет арт-группа успешно комбинирует в своём творчестве самые разные жанры: классическую, духовную, популярную, народную, авторскую музыку. С 2015 по 2025 год суммарная аудитория концертов, прошедших в рамках проекта «Песни Победы» составила более 10 миллиона человек.
С 2021 года директором коллектива является Данта Тангиева.

### Творчество арт-группы в 1991—2001 годах
1991—1992 — выступления Хора в США, Канаде, Великобритании, Франции, Израиле. Хор под управлением Михаила Турецкого участвовал в фестивале «Por Me Espiritu» в Толедо (Испания), посвящённом 500-летию изгнания евреев. В программе фестиваля принимали участие также звёзды мировой музыки Пласидо Доминго, Исаак Штерн, оркестр под управлением Зубина Меты. В мероприятии приняли участие представители Канады, Великобритании, Франции, Италии, Греции, Марокко и Китая.
1993—1994 — вновь гастрольный тур по Великобритании, Израилю, США и Польше. Американская музыкальная ассоциация удостаивает Михаила Турецкого орденом «Золотая корона» — наградой, которой обладают всего восемь человек в мире.
1995—1996 — хор разделяется на две части: одна остаётся в Москве, вторая отправляется в Майами на работу по контракту в синагоге «Temple Emmanu-El», где солисты Хора удостаиваются статуса «Почётных жителей города Майами». Совместное выступление с Хулио Иглесиасом. Пополнение репертуара мировыми шлягерами, фольклорными песнями, оперными ариями, бродвейской классикой, джазовыми композициями.
1997 — коллектив участвует в прощальном турне И. Д. Кобзона по городам России — более 100 концертов. Группа привлекла внимание мэра Москвы Юрия Лужкова, правительство Москвы удостаивает «Мужской Камерный Еврейский Хор» статуса государственного учреждения.
1998—1999 — хор гастролирует по городам СНГ, Испании, Голландии, Германии, Бельгии, Швейцарии, Австралии и США, где 6 февраля объявляется «Днём Московского Еврейского Хора».
2000—2001 — совместное концертное турне с Иосифом Кобзоном в Израиле, гастроли в США, Австралии, Германии, Израиле и городах СНГ. Коллектив выступает на сцене Московского Государственного Театра Эстрады.

### Творчество арт-группы в 2001—2011 годах
2002—2003 — коллектив активно гастролирует по Германии и США.
Январь 2004 — первый сольный концерт арт-группы «Хор Турецкого» в ГЦКЗ «Россия» с программой «Десять голосов, которые потрясли мир».
Декабрь 2004 — арт-группа «Хор Турецкого» представляет программу «Когда поют мужчины» в Государственном Кремлёвском дворце (с участием Эммы Шаплан и Глории Гейнор).
Январь 2005 — американское турне: концерты в лучших залах Сан-Франциско, Лос-Анджелеса, Атлантик-Сити, Бостона и Чикаго.
2005—2006 — юбилейный тур арт-группы «Хор Турецкого» с новой программой «Рождённые петь» охватывает более 100 городов России и стран СНГ.
2006—2007 — гастрольный тур коллектива с программой «Музыка всех времён и народов» по 70 городам России и стран СНГ.
2007 — в Государственном Кремлёвском дворце состоялся благотворительный концерт для детей «Твори добро сегодня», мероприятие состоялось 27 марта при участии Комитета по культуре города Москвы и Правительства Москвы.
2007—2008 — гастрольный тур коллектива с программой «Аллилуйя любви» по городам России и стран СНГ. Хор даёт рекордное количество концертов в Москве: 4 сольных концерта в Кремлёвском Дворце и один дополнительный в Лужниках (ГЦКЗ «Россия»).
2008—2009 — гастрольный тур коллектива с программой «Шоу продолжается…» по городам России, стран СНГ и США.
2010—2011 — юбилейный тур «20 лет: 10 голосов».
2011 — стартует тур «Начало».

### Творчество арт-группы в 2012—2023 годах
2012—2013 — тур «Мужской взгляд на любовь».
2013—2014 — тур «Живу для неё».
2015—2016 — юбилейный тур «25 лет. Лучшее».
2015—2019 — проект «Праздник Песни», активная гастрольная деятельность.
2017—2023 — проект «Песни Победы»/ UNITY SONGS, артисты постоянно гастролируют.
2022—2023 — праздничный тур, посвященный юбилею Михаила Турецкого «Мне 60 и это — ЗДОРОВО!»

## Проект «Праздник Песни»

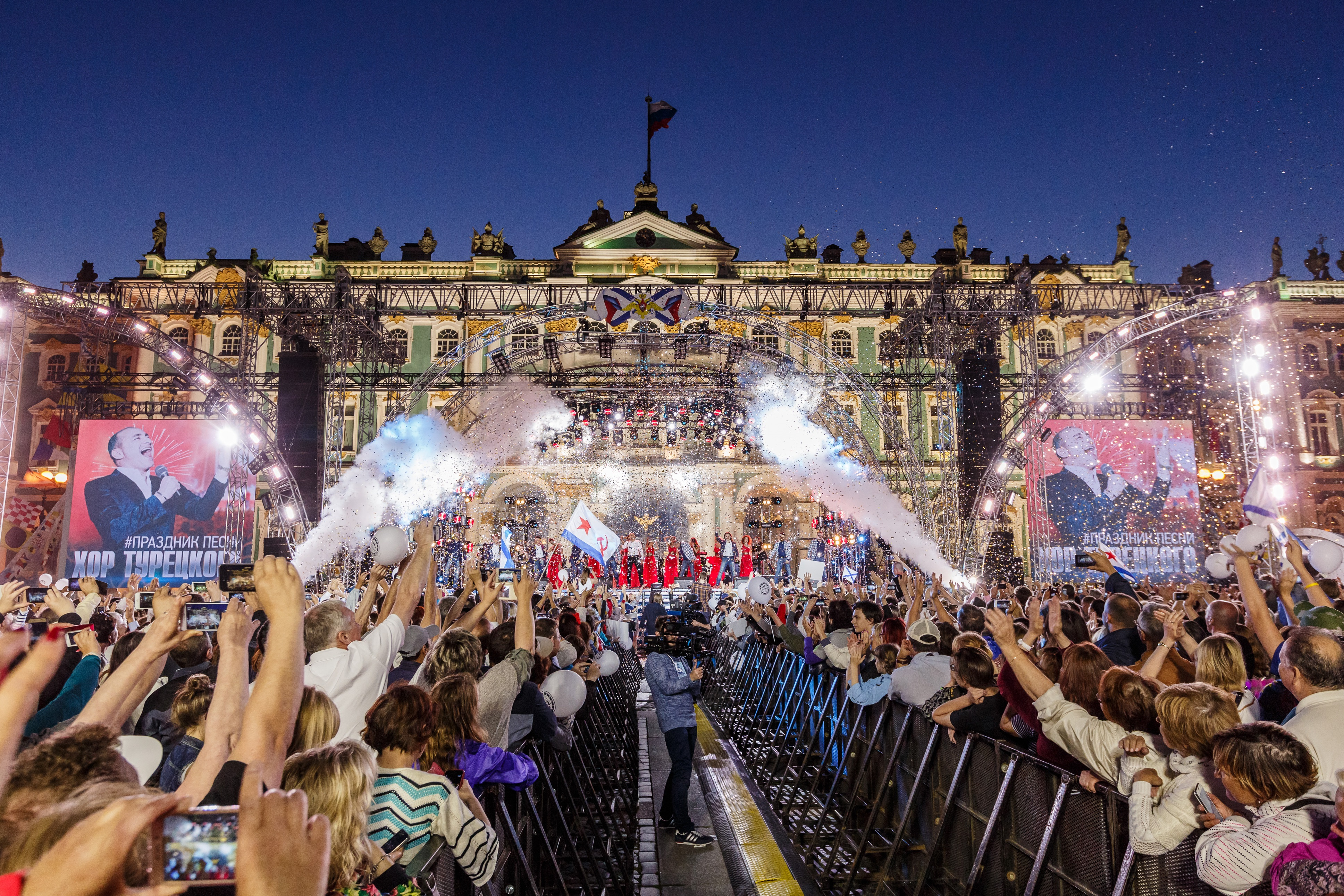
«Праздник Песни» на Дворцовой Площади Санкт-Петербурга

В 2014 году художественный руководитель арт-группы «Хор Турецкого» Михаил Турецкий принял участие в творческой встрече с президентом России Владимиром Путиным. Позднее инициатива М. Турецкого о проведении проекта «Праздник Песни» была поддержана президентом.
Впервые «Праздник Песни» состоялся в 2015 году, с тех пор его приняли более 40 городов России, 15 городов Казахстана, а суммарная аудитория концертов составила около 4,5 млн человек. Турецкий характеризует концерты проекта как «народное караоке № 1». Проект реализуется силами коллективов «Хор Турецкого» и SOPRANO. Репертуар варьируется от классики до современности, песни исполняются на нескольких языках, включая испанский. В 2015 году во время караоке-концерта (зрители поют вместе с хором) в Ростове-на-Дону был установлен зрительский рекорд: на Театральную площадь пришли больше 100 тысяч человек.
Концерты акции проходят при поддержке Министерства культуры Российской Федерации, за границей концерты проходят при поддержке Министерства иностранных дел Российской Федерации.
В 2017 году проект «Праздник Песни» был удостоен государственной премии правительства Российской Федерации, которую Турецкому вручила Заместитель Председателя Правительства РФ Ольга Голодец.

## Проект «Песни Победы»

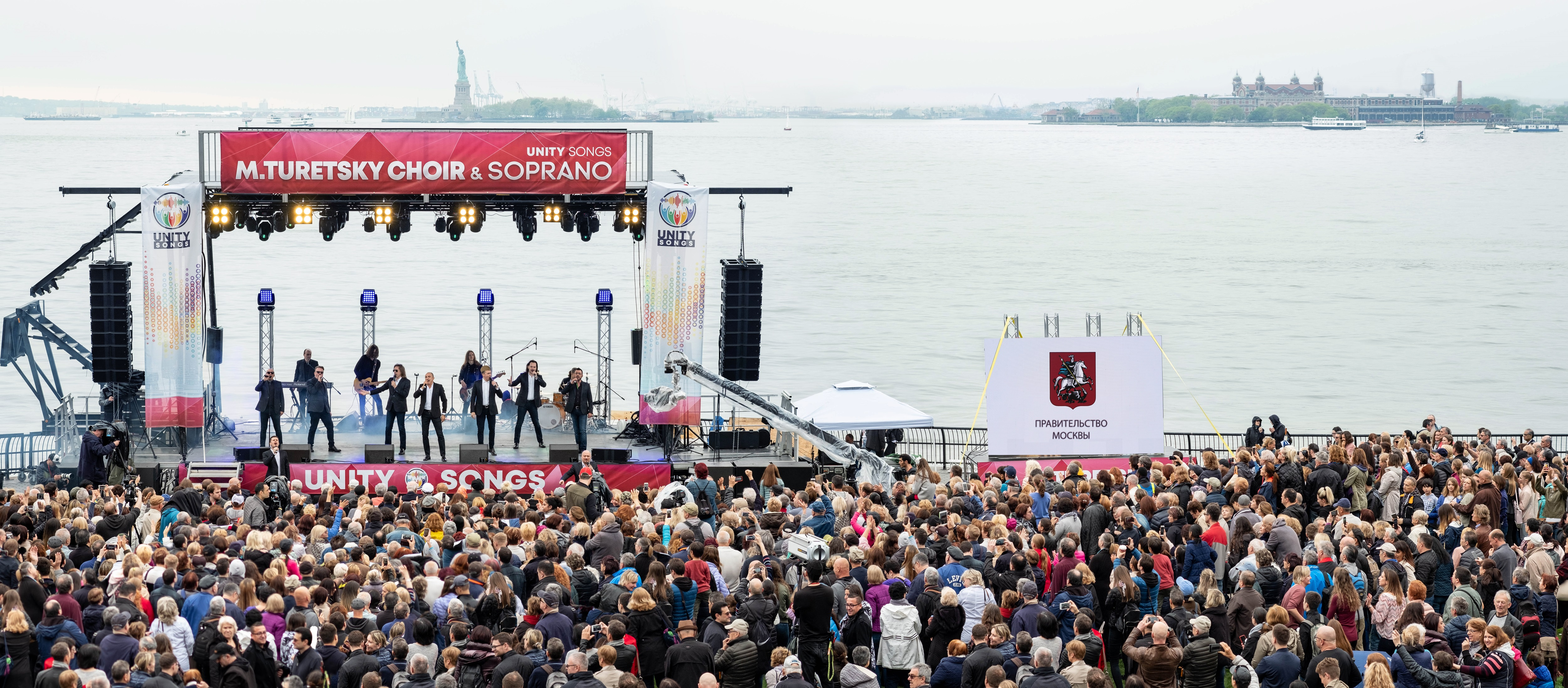
Проект «Песни Победы» в других странах для удобства иностранных зрителей имеет второе название Unity Songs

«Песни Победы» — миротворческий музыкальный проект народного артиста России Михаила Турецкого. Как формат существует с 2015 года. Реализуется творческими коллективами «Хор Турецкого» и SOPRANO. В основе проекта — исполнение патриотичных песен и композиций, имеющих универсальное культурное значение для представителей различных народов и государств. Цель акции: сохранение исторической памяти о событиях Второй мировой войны через музыку. Репертуар представлен преимущественно песнями военных лет — и может незначительно меняться в зависимости от географии выступления. Первое выступление в рамках проекта состоялось в 2015 году в Москве и было приурочено к 70-летию Победы в Великой Отечественной войне. Концерт на Поклонной горе собрал рекордные 150 тыс. зрителей.
В 2017 году акция приобрела характер международной: «Песни Победы» были впервые представлены за рубежом, на одной из центральных площадей Берлина. Онлайн-трансляция концерта на Жандарменмаркт набрала свыше 8 миллионов просмотров. В 2018 году география «Песен Победы» значительно расширилась, охватив восемь стран. Выступления прошли на центральных площадях в России, Франции, Словении, Австрии, Германии, Белоруссии, Израиле и США. По словам создателя проекта Михаила Турецкого, сейчас «Песни победы» приобрели характер «культурного марафона». Акция проходит ежегодно, при поддержке Правительства Москвы, Министерства иностранных дел и Министерства культуры РФ.

## Книги об арт-группе «Хор Турецкого»
В 2005 году к 15-летию коллектива Михаил Турецкий написал автобиографическую книгу «Хормейстер», в которой рассказал о своей жизни, работе, о коллегах и том, как создавалась арт-группа «Хор Турецкого».
В 2012 году писатель, российский музыкальный журналист, биограф Михаил Марголис опубликовал свою книгу «Крепкий Турок. Цена успеха Хора Турецкого». В аннотации к книге Марголис написал: "Эта книга — биография Михаила Турецкого, выдающегося артиста, музыканта, дирижёра, продюсера, создателя знаменитых коллективов: «Хор Турецкого» и «Сопрано 10».

## Солисты
| Фото | Солист | Год начала работы в коллективе |
| ---- | --- | ------------------------------ |
|      | Михаил Турецкий — основатель, лидер и художественный руководитель коллектива, лирический тенор. Окончил Хоровое училище им. Свешникова и институт им. Гнесиных. Заслуженный артист РФ (2002), народный артист РФ (2010). Лауреат премии Правительства Российской Федерации в области культуры в качестве автора и руководителя масштабного национально-патриотического проекта «Праздник Песни». | 1989                           |
|      | Алекс Александров — драматический баритон Родился в 1972 году в Москве. Окончил Хоровое училище им. Свешникова. Выступал в качестве помощника хореографа коллектива. Исполняет композиции на ингушском, армянском, турецком, азербайджанском и ряде других языков. Одной из визитных карточек хора стало исполнение Алексом песен Владимира Высоцкого. | 1990                           |
|      | Евгений Кульмис — бас-профундо — исключительно редко встречающийся голос. Ранее — концертный директор коллектива. Заслуженный артист РФ (2022) Родился в 1966 году в Копейске. Окончил историко-теоретико-композиторский факультет Музыкально-педагогического института им. Гнесиных (сейчас — РАМ им. Гнесиных) по специальности «Музыковедение». Музыкальную карьеру начинал как пианист. Евгений Кульмис — автор ряда текстов и стихотворных переводов из репертуара коллектива. Заслуженный артист РФ (2022). | 1991                           |
|      | Евгений Тулинов — заместитель художественного руководителя хора, драматический тенор Заслуженный артист РФ (2006) Родился в 1964 году в Москве. Окончил музыкальное училище при Московской консерватории и Музыкально-педагогический институт им. Гнесиных (сейчас — РАМ им. Гнесиных). На первых курсах института пел на службах в Храме Иоанна Воина, был хормейстером в ДК «МЭЛЗ», преподавал в музыкальной школе и работал в «Мужском камерном хоре» под управлением В. М. Рыбина. | 1991                           |
|      | Михаил Кузнецов — контратенор. Заслуженный артист РФ (2007) Родился в 1962 году в Москве. Параллельно с музыкальной школой пел в детском хоре Государственного академического Большого театра России (ГАБТ) и Кремлёвского Дворца Съездов (КДС, сейчас — ГКД). Принимал участие во всех постановках театра, в которых использовались детские голоса. Окончил музыкальное училище им. Гнесиных, Музыкально-педагогический институт им. Гнесиных (сейчас — РАМ им. Гнесиных). Работал в Московском государственном академическом камерном хоре под управлением Владимира Минина и в Мужском хоре издательского отдела журнала «Московская Патриархия». | 1992                           |
|      | Олег Бляхорчук — лирический тенор. Родился в 1966 году в Минске. Окончил Минское музыкальное училище им. М. И. Глинки (сейчас — МГМК им. Глинки) и Белорусскую государственную консерваторию им. А. В. Луначарского (сейчас — БГАМ) по специальности «Хоровое дирижирование». Работал в Хоре радио и телевидения, где главным дирижёром был ученик А. В. Свешникова народный артист СССР В. В. Ровдо, затем выступал в качестве солиста концертного оркестра республики Беларусь под руководством Михаила Финберга. Олег Бляхорчук — мульти-инструменталист, владеет фортепиано, гитарой, аккордеоном и мелодикой. | 1996                           |
|      | Игорь Зверев — высокий бас, (бас-кантанто) Родился в 1968 году в Шатуре. Окончил Московскую академию культуры и искусства по специальности «Хоровое дирижирование». До того, как присоединился к коллективу хора, работал в Ансамбле песни и пляски внутренних войск МВД России под управлением В. П. Елисеева, а также в Государственной академической симфонической капелле России. | 2003                           |
|      | Константин Кабо — баритональный тенор, композитор. Родился в 1974 году в Москве. Окончил Хоровое училище им. Свешникова, затем РАТИ (ГИТИС) по специальности «актёр музыкального театра». Пел в мюзиклах «Норд-Ост» (роли: Ромашов, Валька Жуков, ансамблевые), «12 стульев» (роли: Безенчук, ансамблевые), «Ромео и Джульетта» (роль: Тибальт), «Mamma Mia!» (роли: Гарри, Билл, ансамблевые). | 2007                           |
|      | Вячеслав Фреш — контр-тенор Родился в 1982 году в Москве. Окончил факультет музыки и изящных искусств Университета им. Иоганна Гуттенберга в Майнце (Германия). Во время обучения в университете освоил не только историю музыки, но также брал частные уроки вокального мастерства. | 2009                           |
|      | Павел Беркут — тенор Родился в 1980 году в Могилеве. Окончил Могилевское государственное музыкальное училище им. Римского-Корсакова, Санкт-Петербургскую Государственную Академию Театрального Искусства (СПБГАТИ) по специальности «Артист музыкального театра», курс заслуженного деятеля искусств России А. В. Петрова. Работал в Детском музыкальном театре «Зазеркалье», исполнял роли в спектакле «Принц и нищий» (роль: нищий Том Кенти), в мюзиклах «Вестсайдская история» (роль: Бернардо) и «Спин» (роль: Дэниел Джексон). За роль Робинзона Крузо/Даниеля Дефо в спектакле «Робинзон Крузо» получил грант от губернатора Санкт-Петербурга. В Санкт-Петербургском государственном театре «Карамболь» исполнял роль Ги Фуше в мюзикле «Шербурские зонтики». В Московском детском театре эстрады играл Мастера в мюзикле «Мастер и Маргарита». В постановках Stage Entertainment Russia играл Дона Алехандро де ла Вега («Зорро»), Франца («Звуки музыки»), Себастьяна и Скаттла («Русалочка»). | 2014                           |
|      | Армен Григорьян — баритон Родился в 1991 году в Пятигорске. Окончил Краснодарский государственный институт культуры и искусств по специальности «Эстрадно-джазовое пение». До переезда в Москву был солистом Краснодарской краевой филармонии. Заслуженный артист Кубани с 2014 г. | 2018                           |
|      | Микаэль Атамонович — баритон Родился в Минске. Учился в Белорусской Государственной Академии искусств, на 3 курсе перевелся в Москву, в ГИТИС. Позже проходил обучение в центре оперного пения Галины Вишневской. | 2022                           |

## Дискография
Полная дискография арт-группы «Хор Турецкого».
- 2017 — Хор Турецкого и SOPRANO «Новогодний концерт», DVD
- 2017 — «С тобой и навсегда», CD
- 2017 — «Песни Победы», DVD
- 2016 — «Юбилейный концерт в Кремле. 25 лет», DVD
- 2015 — «Лучшее!», CD
- 2014 — «Мужской взгляд на любовь», концерт в СК «Олимпийский», DVD
- 2012 — «Всё о ней», CD
- 2010 — «Юбилейный концерт 20/10 в Кремле», DVD
- 2010 — «Музыка наших сердец», CD
- 2009 — «Шоу продолжается», DVD
- 2009 — «Музыка всех времён», CD
- 2008 — «Аллилуйя любви», CD и DVD
- 2007 — «Музыка всех времён и народов», CD
- 2007 — «Москва — Иерусалим», коллекционное издание, 2 CD (Еврейские песни, Еврейская литургия) + DVD (Концерт в Большом зале Консерватории, 1992 г.)
- 2006 — «Великая Музыка», коллекционное издание: 2 CD + DVD
- 2006 — «Рождённые петь», DVD
- 2006 — «Рождённые петь», CD
- 2004 — «Когда поют мужчины» (концерт в Москве), DVD
- 2004 — «Когда поют мужчины» (концерт в Хайфе), DVD
- 2004 — «Такая великая любовь», CD
- 2004 — «Звёздные дуэты», CD
- 2003 — «Хор Турецкого представляет…», CD
- 2001 — «Bravissimo», CD
- 2000 — «Jewish Songs», CD
- 1999 — High Holidays (еврейская литургия), CD

## Награды, премии и звания

#### Награды, премии и звания, полученные руководителем коллектива М. Б. Турецким
- Почётная грамота Президента Российской Федерации за активное участие в общественно-политической жизни российского общества вручена руководителю коллектива М. Б. Турецкому (2018)[17]
- Орденом Дружбы за заслуги в развитии отечественной культуры и многолетнюю плодотворную деятельность награждён руководитель коллектива М. Б. Турецкий (2017)[18]
- Почётное звание «Народный артист Республики Ингушетия» присвоено руководителю коллектива М. Б. Турецкому (2012)[19]
- Орденом почёта за вклад в развитие отечественного музыкального искусства и многолетнюю творческую деятельность награждён руководитель коллектива М. Б. Турецкий (2012)[20]
- Почётное звание «Народный артист Российской Федерации» присвоено руководителю коллектива М. Б. Турецкому (2010)[21]
- Национальная Премия «Человек Года — 2004» в номинации «Культурное событие года» вручена М. Б. Турецкому за первый сольный концерт арт-группы «Хор Турецкого» в ГЦКЗ «Россия» (2004)[22]
- Почётное звание «Заслуженный артист Российской Федерации» присвоено руководителю коллектива М. Б. Турецкому (2002)[23]
- Орденом «Золотая корона канторов мира» от Американской музыкальной ассоциации, высшей наградой ассоциации награждён руководитель коллектива М. Б. Турецкий (1993)[24]

#### Награды, премии и звания, полученные коллективом и его солистами
- Благодарность Президента Российской Федерации (27 ноября 2010 года) — за большой вклад в развитие музыкального искусства и достигнутые творческие успехи[25].
- Государственная премия правительства Российской федерации (2017)[26]
- Премия «Шансон Года» за песню «Знаешь Ты» (2017)[27]
- Премия «Шансон Года» за песню «Улыбка Бога Радуга» (2016)[28]
- Почётное звание «Заслуженный артист Республики Ингушетия» присвоено солистам коллектива: Евгению Тулинову, Михаилу Кузнецову, Алексею Александрову, Евгению Кульмису, Олегу Бляхорчуку, Борису Горячеву, Игорю Звереву, Константину Кабанову, Павлу Бердникову (2014)[29]
- Ежегодная Национальная Премия «Эмоция» в номинации «Уважение» присуждена арт-группе «Хор Турецкого» за детский благотворительный концерт «Твори добро сегодня!» (2007)[30]
- Премия российской музыкальной индустрии «Рекордъ-2007» присуждена арт-группе «Хор Турецкого» за лучший классический альбом года — коллекционное издание «Великая музыка» (2007)[22]
- Почётное звание «Заслуженный артист Российской Федерации» присвоено солисту коллектива М. Б. Кузнецову (2007)[31]
- Почётное звание «Заслуженный артист Российской Федерации» присвоено солисту коллектива Е. В. Тулинову (2006)[32]
- Солисты Хора удостоены статуса «Почётных жителей города Майами» (1995)[33]